# ژان-کلود برا
ژان-کلود برا (فرانسوی: Jean-Claude Bras‎؛ زادهٔ ۱۵ نوامبر ۱۹۴۵) بازیکن فوتبال اهل فرانسه بود.
از باشگاه‌هایی که در آن بازی کرده‌است می‌توان به باشگاه فوتبال پاری سن ژرمن و باشگاه فوتبال والنسین اشاره کرد.
وی همچنین در تیم ملی فوتبال فرانسه بازی کرده‌است.